# 史佩艦 (P234)

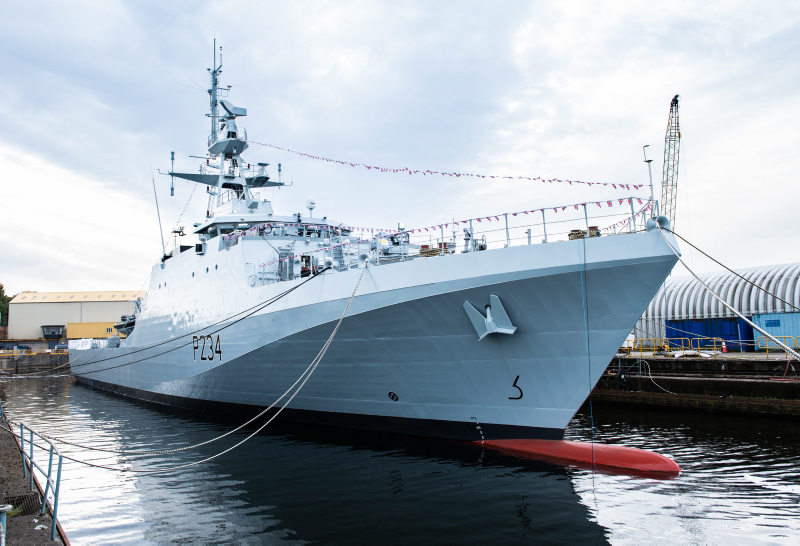
2019年史佩艦命名典禮

史佩艦（英語：HMS Spey）是英國皇家海軍第二批河級巡邏艦。該艦名稱來自於蘇格蘭的斯佩河。
2021年9月起，該艦將常態部署在印度洋-太平洋海域5至10年。2025年6月18日，该舰穿越台湾海峡，遭到中国人民解放军東部戰區“全程跟监警戒”。中華民國外交部表示歡迎與肯定英方再次以具體行動捍衛台海的航行自由，並展現台灣海峽為國際水域的立場。